# Аллиллитий
Аллиллитий — литийорганическое соединение с формулой C3H5Li, бесцветное твёрдое вещество. Применяется в органическом синтезе как аллилирующий реагент

## Получение
В крупных масштабах аллиллитий получают из аллилфенилового эфира и лития в ТГФ/диэтиловом эфире. В меньших масштабах проводят реакцию между соединениями аллилолова и фениллитием. Аллиллитий не удаётся получить обменом галогена на металл, поскольку быстро протекает нежелательная реакция Вюрца. Также аллиллитий можно получить по реакции аллилметилселенида либо аллилфенилселенида с бутиллитием и взаимодействием пропилена и бутиллития.

## Строение и физические свойства

Делокализация в молекуле аллиллития

Аллиллитий представляет собой бесцветное твёрдое вещество. Он является пирофорным на воздухе, поэтому синтезировать и переносить между сосудами его нужно в инертной атмосфере, не допуская контакта с воздухом и влагой. Аллиллитий растворим в простых эфирах и малорастворим в алканах.
Протонный спектр ЯМР аллиллития имеет два сигнала: квинтет при −5,52 м д., соответствующий протону при атоме С2, и дублет при −1,35 м д., соответствующий четырём протонам метиленовых групп. Это свидетельствует о том, что аллиллитий имеет симметричное строение, а протоны метиленовых групп являются эквивалентными. Аналогично, в спектре 13С ЯМР атомы С1 и С3 являются эквивалентными (53 м д. в ТГФ), а атом С2 имеет другой химический сдвиг (144 м д.).

## Химические свойства
Аллиллитий является делокализованным реагентом, поэтому он проявляет более нуклеофильные, но менее основные свойства, чем алкиллитиевые реагенты. Он вступает в реакции нуклеофильного замещения с галогенидами и тозилатами, причём оптически активные субстраты реагируют с обращением конфигурации. Также аллиллитий раскрывает эпоксиды, атакуя менее замещённый атом углерода.
Аллиллитий реагирует аренсульфонатами, замещая спиртовой остаток и давая аллиларилсульфоны.
{\displaystyle {\mathsf {ArSO_{2}OPh+CH_{2}\!\!=\!\!CHCH_{2}Li{\xrightarrow[{Et_{2}O}]{}}ArSO_{2}CH_{2}CH\!\!=\!\!CH_{2}}}}
Аллиллитий присоединяется к двойным связям альдегидов и кетонов, аллиловых спиртов, иминов и др. Также реакцией с солями меди его можно превратить в диаллилкупрат лития.